# Lo verdader catalá
Lo verdader catalá va ser una publicació quinzenal de la qual van sortir 6 números, entre el 15 de març i el 31 de maig de 1843. Aquesta capçalera es considera el primer òrgan periodístic de la Renaixença catalana, al tractar-se de la primera revista d'idees i escrita íntegrament en català. L'objectiu de la publicació era desvetllar la dignitat i consciència col·lectiva dels catalans. Els redactors exalten les tesis nacionalistes, sense trencar amb la idea d'Espanya, defensen el proteccionisme econòmic, i donen molta importància a la religió. L'acollida social de “Lo verdader catalá” no va ser bona, va durar menys de tres mesos per manca de lectors, i els redactors atribueixen el fracàs a la seva ferma decisió d'escriure-la només en català.
“Lo verdader catalá” era una expressió freqüent entre els escriptors de principi i mitjan segle xix que després es va expressar com a catalanista. “Lo verdader catalá”, com a capçalera, és el primer òrgan periodístic de la Renaixença incipient”, La revista va néixer amb una vocació clara, la d'encomanar als seus lectors el sentiment nacional català. Els tres redactors intentaven el seu propòsit mitjançant quatre eixos bàsics: la defensa de la religió i els seus valors, una clara orientació política no rupturista amb l'Estat espanyol i a la vegada proteccionista, la difusió de la història de la pàtria, i l'enaltiment dels avenços tècnics de l'agricultura i la indústria. Aquesta “croada” patriòtica a banda de perseguir el desvetllament de la dignitat col·lectiva, buscava assolir el benestar del país, sobretot en termes econòmics. Les pàgines de “Lo verdader catalá” denuncien insistidament un autoavergonyiment del fet de ser catalans i enyoren una Catalunya del passat sense abandonar les tesis tradicionalistes i els principis conservadors basats, per exemple, en la prepotència de l'església, en un règim familiar tradicional o en l'organització gremial.
És la primera revista d'idees escrita en català, no comptava amb una base econòmica inicial, era independent de qualsevol partit polític, i no comptava amb ajut públic tot i ser l'únic periòdic en llengua catalana i l'únic periòdic portaveu de la renaixença catalana. Les publicacions anteriors eren gasetes oficials, com el Diari de Barcelona i del govern de Catalunya, de 1810, entre d'altres. Aquesta revista va representar una manifestació avantguardista i aïllada de la premsa catalana, ja que no va ser fins 25 anys després que va sortir un periòdic amb característiques semblants, Lo Gay Saber, fundat per Francesc Pelagi el 1868.
Aspectes remarcables són la primacia dels redactors de la prosa dins el periodisme, amb comentaris sobre l'actualitat política o vulgaritzant temes científics, la rigorositat de l'ortografia i la gramàtica, i l'èmfasi en la creença que el romanticisme va condicionar la renaixença catalana.
“Lo verdader catalá”, va rebre moltes crítiques pel fet d'estar íntegrament escrita en català. La resposta que donen a aquesta qüestió els redactors, es troba en les pàgines de la mateixa revista: 
| « | "lo principal objecte que nos proposarem al emprender la publicació de Lo Verdader Catalá fou traure nostre hermós parlar de l'estat de postració i abatiment en que se troba, ostentar sas riqueses y bellesas." | » |

Malgrat la convicció dels seus promotors de la necessitat d'un periòdic que tracés les finalitats que ells es van marcar, el ressò públic de “Lo verdader catalá” va ser escàs i, per tant, l'eficàcia del seu missatge va quedar dissipada. Segons expliquen els redactors a les pàgines de l'últim número publicat de la revista, el públic va acollir la capçalera amb indiferència, i certs cercles socials la van fer diana de crítiques i d'ironies.
Seguint amb el costum de l'època els 3 redactors de “Lo verdader catalá” signen amb les inicials: J.M.R., P.R.P. i M.R.B. Segons Josep Maria de Casacuberta, les inicials responen a: Josep Maria Rodríguez, Pere Roquer Pagani i de M.R.B. no desvetlla la identitat perquè considera que no hi ha dades suficients per atribuir-les a cap nom conegut.